# Lac Harden
Pour les articles homonymes, voir Harden.
Le lac Harden (en anglais : Harden Lake) est un lac américain dans le comté de Tuolumne, en Californie. Il est situé à 2 289 mètres d'altitude au sein de la Yosemite Wilderness, dans le parc national de Yosemite.